# Гореня Немшка Вас
Гореня Немшка Вас (словен. Gorenja Nemška vas) — поселення в общині Требнє, регіон Південно-Східна Словенія, Словенія.